# Katya Aragão
Katya Aragão (née en 1986) est une cinéaste, productrice de films, journaliste et la responsable de la conférence TEDxSão Tomé,. Elle est surtout connue pour son court métrage Mina Kiá,.

## Biographie
Elle naît en 1986 à São Tomé et Príncipe, et grandit à Sao Tomé, au Portugal et en Angola.
Elle commence sa vie professionnelle comme journaliste lusophone à São Tomé. En 2009, elle obtient un diplôme en sciences de la communication et de la culture à l'Université lusophone des humanités et technologies, au Portugal. En 2012, elle commence à travailler pour Televisão Santomense (en) jusqu'en 2015. Durant cette période, elle anime un talk-show à la télévision nationale avant d'être promue à la tête du service Programmes et Production de la chaîne. Entre-temps, elle travaille aussi comme scénariste et productrice.
En 2013, elle fonde TEDxSão Tomé et se met à partager activement des idées et des projets à impact local, ainsi que des conseils pour entrepreneurs.
En 2017, elle fait ses débuts en tant que réalisatrice avec le court métrage Mina Kiá. Le film est sélectionné pour être projeté dans plusieurs festivals de films internationaux,,.
Après le succès du court métrage, elle réalise une mini-série de 8 épisodes diffusée à la télévision nationale de São Tomé et Principe. En 2021, elle réalise le film Muncanha avec le producteur santoméen Enerlid Franca. L'émission remporte deux prix au Yaoundé Film Lab 2021.

## Filmographie
| Année | Film              | Rôle                                  | Genre         |
| ----- | ----------------- | ------------------------------------- | ------------- |
| 2000  | Mina Kiá (en)     | Réalisatrice, Productrice             | Court métrage |
| 2000  | L'anthologie Wê   | Productrice, assistante de production | Documentaire  |
| 2000  | Un jour sur Terre | Directrice de la photographie         | Documentaire  |
| 2021  | Muncanha          | Réalisatrice                          | Film          |